# NGC 869

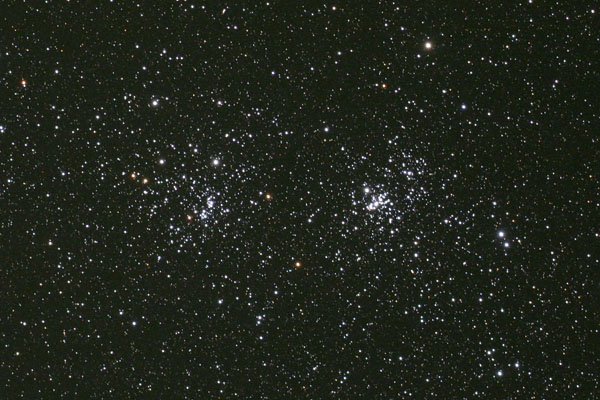
Cụm đôi, NGC 869 ở bên phải, NGC 884 ở bên trái

NGC 869 (còn được biết đến với tên h Persei) là tên của một cụm sao mở nằm trong chòm sao Phi Mã. Khoảng của thiên hà này với chúng ta là 7600 năm ánh sáng. Cụm sao này có tuổi xấp xỉ khoảng 13 triệu năm.
NGC 869 và NGC 884 thì được chỉ định với tên lần lượt là h và χ Persei. Có một số nhầm lẫn xung quanh những chỉ định mà Bayer dự tính. Đôi khi người ta tuyên bố rằng Bayer không thể phân biệt cặp này thành hai thiên thể riêng biệt mà chỉ đề cập nó là một cụm đôi và cái tên "h Persei" là tên của một ngôi sao gần đó. Trong bản đồ sao Uranometria của Bayer, tại khu vực chòm sao Phi Mã không cho thấy chúng là thiên thể tinh vân nhưng với khu vực chòm sao Thiên Hậu thì có. Chúng được mô tả là Tinh vân kép trong bản đồ sao Coelum Stellatum Christianum của Julius Schiller với sự giúp đỡ của Bayer. Cả hai chúng đều nằm trong liên kết sao Perseus OB1, cách nhau vài trăm năm ánh sáng. Cụm đôi này được ghi nhận đầu tiên bởi Hipparchus, do đó có khả năng nó được biết đến từ thời cổ đại.
Cụm đôi này thường được chụp và quan sát với một kính viễn vọng cỡ nhỏ. Cụm đôi này thì có thể nhìn thấy bằng mắt thường ở vị trí giữa chòm sao Phi Mã và chòm sao Thiên Hậu như là một mảng có độ sáng hơn các thiên thể bên cạnh trong Ngân Hà. Trong các kính thiên văn nhỏ, cụm sao xuất hiện dưới dạng vô số các ngôi sao sáng nằm trong một khu vực sao. Ánh sáng của cụm sao này chủ yếu là bị chi phối bởi những ngôi sao sáng màu xanh, tuy nhiên, cụm sao này còn có một vài ngôi sao màu cam.

## Dữ liệu hiện tại
Theo như quan sát, đây là cụm sao nằm trong chòm sao Phi Mã và dưới đây là một số dữ liệu khác:
Xích kinh 02h 19.1m
Độ nghiêng +57° 09′
Cấp sao biểu kiến 3.7
Kích thước biểu kiến 30′
Bán kính 33.15 năm ánh sáng
Khối lượng của cụm sao này đến nay vẫn chưa được xác định.